# Julian Maunoir
Julien Maunoir (1 de outubro de 1606 - 28 de janeiro de 1683) (também Julian ; em bretão:  Juluan Maner), era um padre jesuíta francês conhecido como "Apóstolo da Bretanha ". Ele foi beatificado em 1951 pelo Papa Pio XII e é comemorado pela Igreja Católica Romana em 29 de janeiro e 2 de julho.

## Vida
Maunoir nasceu em 1º de outubro de 1606 em Saint-Georges-de-Reintembault, perto de Rennes. Na idade de quatorze anos, ele entrou no colégio jesuíta em Rennes. Julian entrou na Companhia de Jesus em Paris aos dezenove anos com a missão canadense em mente.
Ele estudou filosofia em La Fleche e em 1630 foi designado para o colégio de Saint-Ives em Quimper, Bretanha, onde ensinou latim e grego. Um colega de classe dos santos Isaac Jogues e Gabriel Lalemant, ele aspirava a se tornar um missionário para os povos do Canadá. Durante o período de formação sacerdotal na Companhia de Jesus, estudou a língua bretã para ensinar a fé aos camponeses bretões. Ele trabalhou muito e em dois meses estava suficientemente fluente para pregar em Bretão. Maunoir é considerado um notável ortógrafo da língua bretã, tendo concluído uma gramática bretã. Ele continuou a pregar nas aldeias da Bretanha até ir para Tours para começar seus estudos teológicos antes da ordenação.
Maunoir continuou seus estudos teológicos em Bourges com Louis Lallemant, seguido por um ano em Rouen, algum trabalho missionário na Normandia e um ano como professor de literatura no Colégio de Nevers.

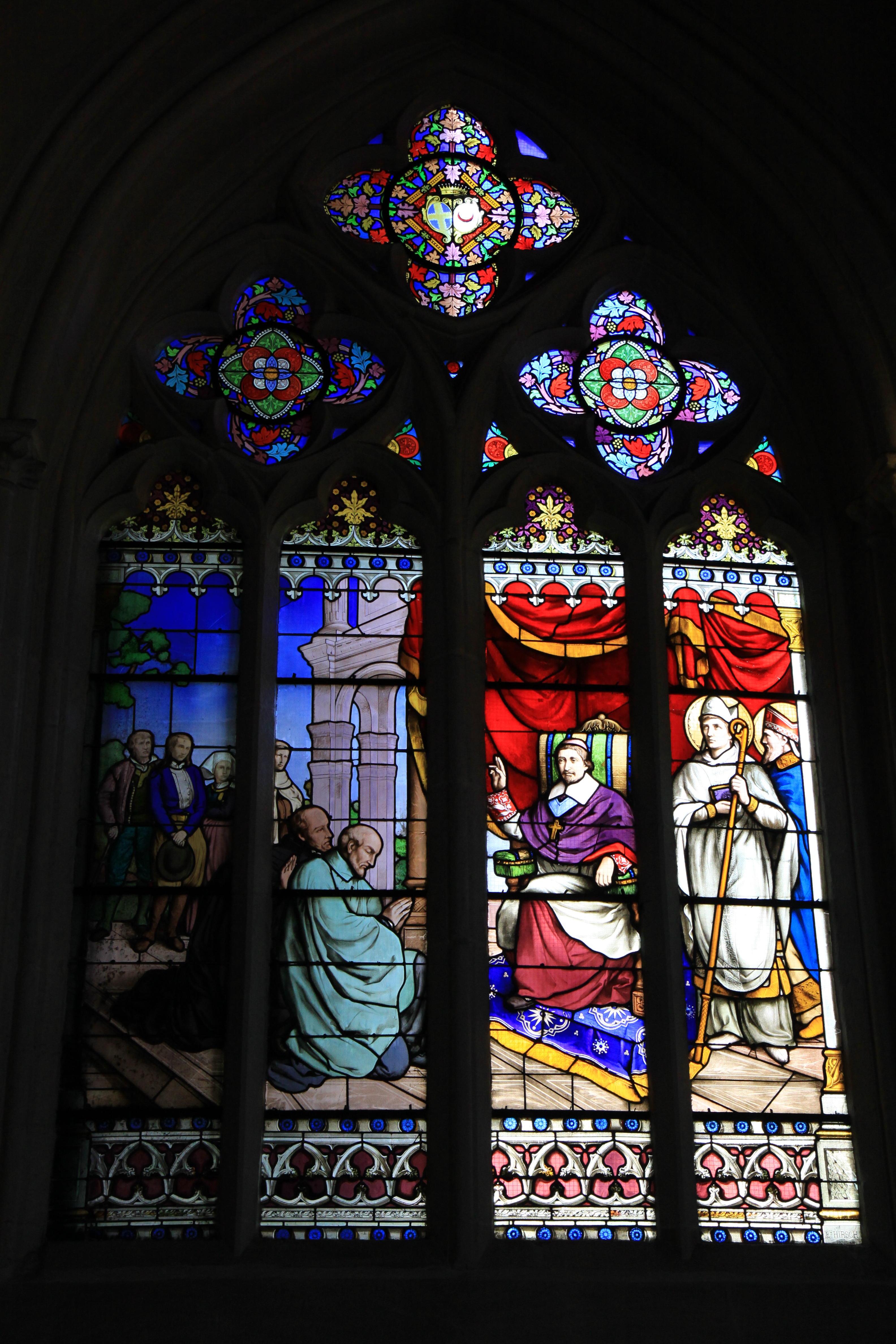
Um vitral na catedral de Saint-Corentin em Quimper - 015

Ele foi ordenado em 1637 e retornou à Bretanha em 1640 e foi designado novamente para Quimper, sucedendo ao Venerável Dom Michael le Nobletz. Uma janela na Catedral de Quimper é intitulada Prėsentation de Julien Maunoir à Monseigneur du Louët par Michel Le Nobletz. Retrata Michel Le Nobletz apresentando Julien Maunoir a Renė du Louët, bispo de Cornouaille. Erguido como uma homenagem ao Bispo du Louët, reconhece a importância de Le Nobletz e Maunoir como missionários bretões.
Maunoir foi considerado o único apto para a difícil tarefa de evangelizar o povo empobrecido da Bretanha. Junto com seu companheiro, padre Pierre Bernard, padre Maunoir trabalhava entre os pobres, os camponeses e os pescadores. Padre Maunoir trabalhou como missionário para o povo bretão durante 43 anos, e conseguiu dar um sentido cristão ao que se tornou um costume piedoso.
Em 1683, ele havia formado quase 1.000 missionários bretões, que continuaram as obras pastorais por ele iniciadas. Julien Maunoir morreu em Plévin, Bretanha, em 28 de janeiro de 1683, e foi sepultado na igreja paroquial por insistência de seu povo.

Ele foi beatificado pelo Papa Pio XII em 1951.